# Mount Carmel Township (Pennsylvania)
Mount Carmel Township ist eine Township im Northumberland County, Pennsylvania, in den Vereinigten Staaten. Sie wurde 1854 aus einem Teil der Coal Township gebildet und ist benannt nach dem Berg Karmel in Palästina. In ihr liegen die Boroughs Mount Carmel, Kulpmont und Marion Heights. Das U.S. Census Bureau hat bei der Volkszählung 2020 eine Einwohnerzahl von 2.500 ermittelt.

## Geographie

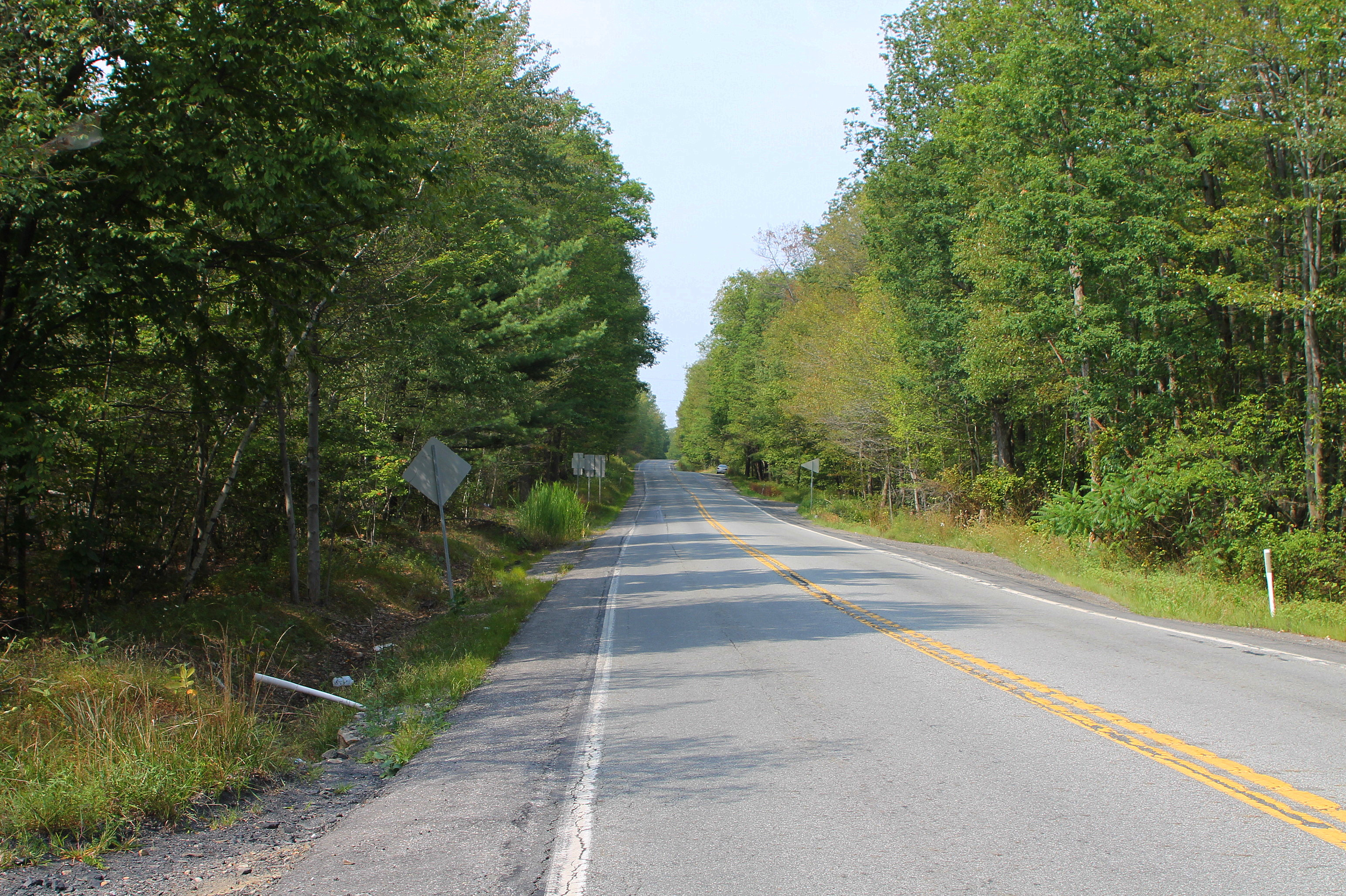
Pennsylvania Route 901 in der Mount Carmel Township

Die Mount Carmel Township ist die östlichste Township im Northumberland County. Sie ist stark vom Bergbau überformt. Nach den Angaben des United States Census Bureaus hat die Township eine Gesamtfläche von 57,0 km², wovon 56,5 km² Landflächen und 0,5 km² (= 0,82 %) Gewässer sind.
Die natürlichen Grenzen der Township sind im Süden der Mahanoy Mountain und im Norden der South Branch Roaring Creek. Dieser verläuft in einem Tal zwischen Big Mountain und Little Mountain und bildet in dem Bereich die Countygrenze zum Columbia County mit der Cleveland Township. Im äußersten Nordosten und im Osten grenzt die Township an die Conyngham Township. An der Countygrenze zum Schuylkill County liegen (von Osten nach Westen) die Butler Township, die Barry Township. Südlich benachbart ist außerdem die East Cameron Township im Northumberland County. Auf der Westseite liegt die Coal Township.
Natalie liegt im Nordwesten der Township an der Pennsylvania Route 54. Südlich davon, an der Südflanke eines Ausläufers des Big Mountain liegt der Borough of Marion Heights und direkt benachbart der Borough of Kulpmont. An der Pennsylvania Route 61 ostwärts liegen Strong und Atlas und der Borough of Mount Carmel. In dessen Umgebung liegen nördlich der Weiler Diamondtown und westlich Connorsville und Dooleyville. Im Tal des Locust Creek, wo dieser sich in den Locust Mountain eingeschnitten hat, liegt Locust Gap. Südlich vom Locust Mountain befinden sich Merriam und Locust Summit.
Entwässert wird die Mount Carmel Township zum größten Teil durch den Shamokin Creek und dessen Zuflüsse; sie gehört somit zum Einzugsgebiet des Susquehanna River.

## Demographie
Zum Zeitpunkt des United States Census 2000 bewohnten Mount Carmel Township 2701 Personen. Die Bevölkerungsdichte betrug 47,8 Personen pro km². Es gab 1250 Wohneinheiten, durchschnittlich 22,1 pro km². Die Bevölkerung in Mount Carmel Township bestand zu 99,56 % aus Weißen, 0 % Schwarzen oder African American, 0 % Native American, 0,11 % Asian, 0,04 % Pacific Islander, 0,04 % gaben an, anderen Rassen anzugehören und 0,26 % nannten zwei oder mehr Rassen. 0,11 % der Bevölkerung erklärten, Hispanos oder Latinos jeglicher Rasse zu sein.
Die Bewohner Mount Carmel Townships verteilten sich auf 1086 Haushalte, von denen in 27,0 % Kinder unter 18 Jahren lebten. 51,3 % der Haushalte stellten Verheiratete, 11,1 % hatten einen weiblichen Haushaltsvorstand ohne Ehemann und 32,8 % bildeten keine Familien. 30,3 % der Haushalte bestanden aus Einzelpersonen und in 17,6 % aller Haushalte lebte jemand im Alter von 65 Jahren oder mehr alleine. Die durchschnittliche Haushaltsgröße betrug 2,36 und die durchschnittliche Familiengröße 2,93 Personen.
Die Bevölkerung verteilte sich auf 20,9 % Minderjährige, 5,5 % 18–24-Jährige, 23,4 % 25–44-Jährige, 24,8 % 45–64-Jährige und 25,4 % im Alter von 65 Jahren oder mehr. Der Median des Alters betrug 45 Jahre. Auf jeweils 100 Frauen entfielen 88,0 Männer. Bei den über 18-Jährigen entfielen auf 100 Frauen 82,3 Männer.
Das mittlere Haushaltseinkommen in Mount Carmel Township betrug 28.438 US-Dollar und das mittlere Familieneinkommen erreichte die Höhe von 35.847 US-Dollar. Das Durchschnittseinkommen der Männer betrug 23.047 US-Dollar, gegenüber  US-Dollar bei den Frauen. Das Pro-Kopf-Einkommen belief sich auf 10,8 US-Dollar. 9,4 % der Bevölkerung und 12,0 % der Familien hatten ein Einkommen unterhalb der Armutsgrenze, davon waren 13,1 % der Minderjährigen und 40 % der Altersgruppe 65 Jahre und mehr betroffen.